# Felipe Segovia
Felipe Segovia Olmo (Madrid, 29 de septiembre de 1936-ibídem, 2 de enero de 2013) fue un matemático, pedagogo, humanista y profesor español que implementó nuevos métodos de educación y enseñanza tanto a nivel nacional como internacional. Fue un emprendedor en el mundo de la educación y fundó una decena de colegios alrededor del mundo, bajo el nombre de Institución Educativa SEK, en referencia al primer colegio que dirigió: el San Estanislao de Kotska.

## Vida profesional
De padres profesores, Felipe Segovia nació en una de las aulas de un colegio de la calle Atocha número 45 de Madrid. Comenzó sus estudios para ser maestro de manera paralela a la carrera en ciencias matemáticas en la Universidad Central de Madrid. Tras graduarse comenzó a trabajar en el colegio San Estanislao de Kotska, mientras continuaba su formación obteniendo en 1970 el Título Superior de Psicología por la Escuela Superior de Psicología y Psicotecnia de la Universidad Complutense de Madrid.[cita requerida]
Felipe Segovia implantó un sistema de enseñanza en sus centros de educación que se oponía al modelo Taylorista, en cuanto a organización escolar, ya que era partidario de la flexibilización de la educación (aula inteligente), que se basaba en una mayor libertad en el desarrollo de las actividades escolares.[cita requerida]

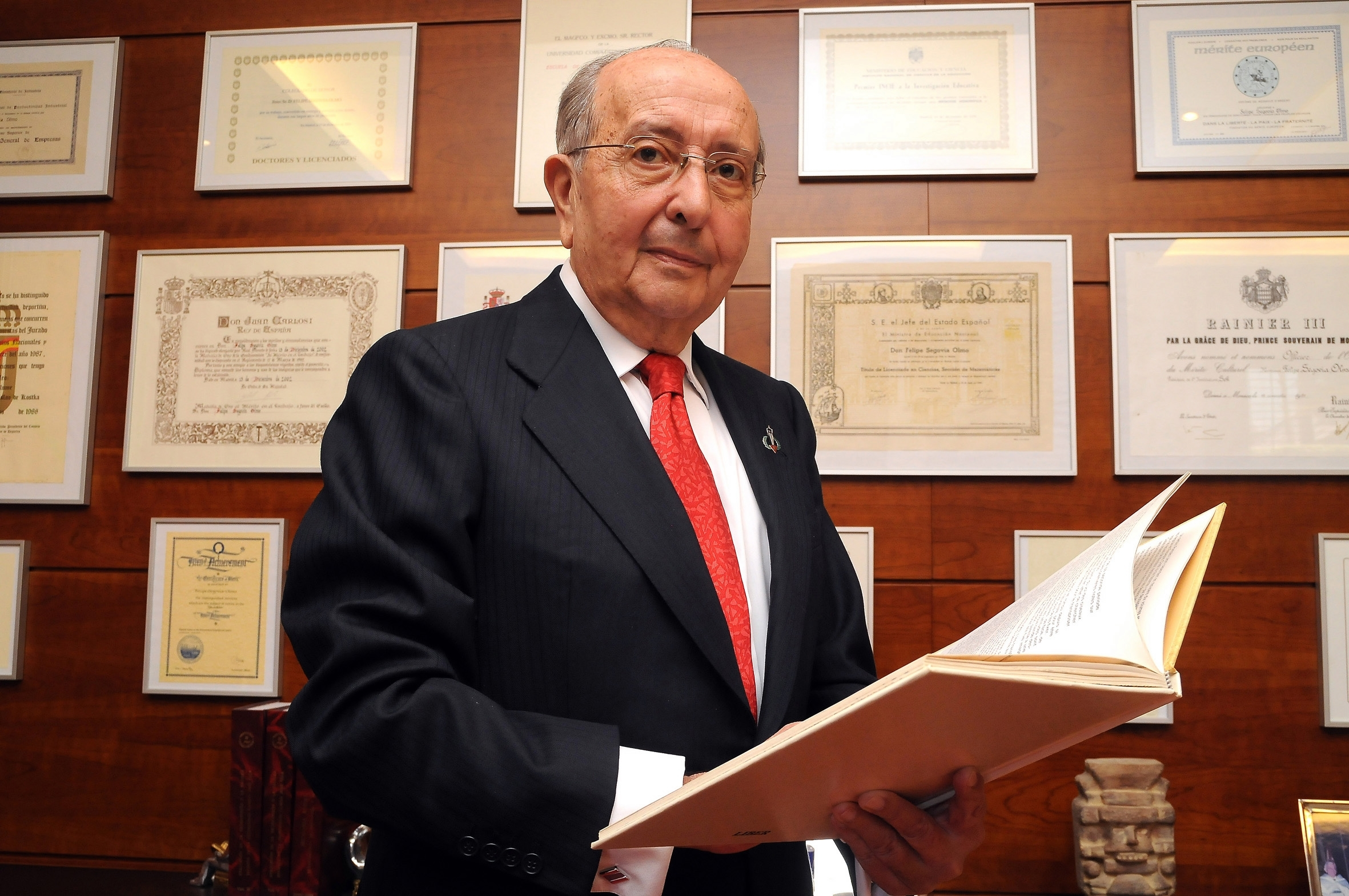
Felipe Segovia Olmo.

En 1963 fue nombrado Presidente de Honor de la Federación Europea de Centros de Enseñanza (FEDE), una asociación internacional con fines no lucrativos cuyo objetivo se encuentra en la construcción de una Europa mejor a través de la educación y la cultura. Su propuesta era conseguir un “cambio de ciclo” apostando por nuevas prácticas y desechando aquellas que consideraba obsoletas.[cita requerida]
Esta inquietud le llevó a fundar centros educativos españoles en el extranjero, la integración del Bachillerato Internacional en sus escuelas o el proyecto del Aula Inteligente, base de su metodología.
En 1977 incorporó a la Institución SEK en la Organización de Bachillerato Internacional como primer centro español en aplicar sus programas. En 1978 creó la Asociación de Centros Autónomos de Enseñanza (ACADE), cuyo objetivo era la defensa de la calidad de la enseñanza y autonomía de la iniciativa privada, con criterios de eficacia empresarial. Felipe Segovia fue su Presidente Fundador y Presidente de Honor.[cita requerida]
En 1992 le fue otorgada la Medalla al Mérito Europeo por sus labores y logros en el ámbito de la educación en el continente.
Desde 2005 hasta 2008 fue Presidente de la Sociedad Cervantina a la que donó una réplica de la prensa de Juan de la Cuesta, donde se imprimió por vez primera El Quijote.[cita requerida]
En 2008 impulsó la creación de la Real Academia de la Mar como foro de estudio, investigación y promoción del capital marítimo español. Fue su primer director y tomó posesión como académico el 29 de abril de 2008.
El 29 de junio de 2011 fue designado presidente de la Real Liga Naval Española por elección de su Junta de Gobierno, cuya presidencia en funciones ya ostentaba desde el 22 de noviembre de 2010.[cita requerida]
En el mismo año, su labor fue reconocida cuando se le otorgó la Medalla de la Comunidad de Madrid, y además, de forma póstuma, fue nombrado Comendador de la Orden Civil de Alfonso X El Sabio en 2016.

## Instituciones fundadas
Felipe Segovia fundó los siguientes colegios y universidades:
En España:
- Colegio SEK-Santa Isabel, Madrid (1956)
- Colegio SEK-Arturo Soria, Madrid (1958)
- Jardín de Infancia, Madrid (1969)
- Colegio SEK-El Castillo, Madrid (1972)
- Colegio SEK-San Ildefonso, Madrid (1973)
- Colegio SEK-Ciudalcampo, Madrid (1975)
- Colegio SEK-Atlántico, Pontevedra (1989)
- Colegio SEK-Cataluña, Barcelona (1995)
- Colegio SEK-Alborán, Almería (1999)
- Universidad Camilo José Cela (UCJC) (2000). Fue el primer rector de esta universidad que supuso la culminación de su obra y pensamiento educativo.

En el extranjero:
- SEK-Dublín International School, Irlanda (1981)
- Colegio Internacional SEK-Chile (1983)
- Colegio Internacional SEK-Ecuador, Quito (1984)
- Colegio Internacional SEK-Panamá (1986)
- Colegio Internacional SEK-Ecuador, Guayaquil (1986)
- Colegio Internacional SEK-Paraguay (1988)
- International Academy SEK-Miami (1988)
- École Internationale SEK-Les Alpes, Francia (1990)
- Universidad Santiago de Chile, Chile (1990)

## Reconocimientos y condecoraciones
Entre las condecoraciones que han venido a reconocer la labor de Felipe Segovia, se pueden citar las siguientes:
- Medalla de Oro al Mérito en el Trabajo. España.[7]
- Comendador de la Orden de Alfonso X el Sabio. España[8]
- Medalla de la Comunidad de Madrid. España.[10]
- Gran Cruz del Mérito Marítimo de la Real Liga Naval Española. España.[11]
- Colegiado de Honor de los Colegios Oficiales de Doctores y Licenciados de Madrid y de Castilla-La Mancha. España.[12]
- Corona de laurel y ciudadano de honor de la ciudad de Patras, Grecia.
- Medalla al Mérito Europeo.
- Premio “Trofeo Joaquín Blume”.
- Gran Cruz al Mérito Naval con distintivo blanco. España.
- Premio Paul Harris del Rotary Club.
- Medalla de la Juventud. España.
- Presea de la Orden Juan Montalvo de Ecuador.[13]
- Premio INCIE a la Investigación Educativa. España.
- Caballero de la Orden de Yuste. España.
- Master de Oro del Fórum de Alta Dirección. España.
- Premio Fundación Madrid por la Excelencia. España.
- Premio UNICEF de Educación en Valores. España.
- Premio Magisterio a los protagonistas de la Educación. España.
- Incorporación al Diccionario Biográfico Español de la Real Academia de la Historia.

## Representación en organismos
- Presidente de Honor de la Federación Europea de Centros de Enseñanza (FEDE).
- Fundador y Presidente de Honor de la Asociación Española de Centros Autónomos de Enseñanza (ACADE).
- Funcionario Internacional y Consejero de la Oficina de Educación Iberoamericana.
- Miembro Titular del Pleno de la Cámara Oficial de Comercio e Industria de Madrid.
- Miembro del Consejo de Fundación del Bachillerato Internacional.
- Presidente de la Fundación Carlos I de Amistad Hispanoamericana.
- Miembro del Comité de Dirección de la “International Schools Association”.
- Miembro del Comité de Honor de la Fundación Camilo José Cela.
- Académico de Número y Director de la Real Academia de la Mar.
- Presidente de Honor de la Sociedad Cervantina.
- Presidente de la Real Liga Naval Española.

## Obras y publicaciones
Sus escritos son numerosos. Destacan, entre otros:
- Calidad y educación. 1970.
- La financiación de la enseñanza.1973.
- Revista Didascalia. Editoriales. 1970-1975.
- Principios de organización de empresas aplicados a la educación. 1975.
- Una opción educativa. 1977.
- Bachillerato Internacional. 1978.
- Curriculum fundamental y complementario. 1984.
- Cómo elegir el colegio de su hijo. 1996.
- El Aula Inteligente, nuevo horizonte educativo. 1998.
- Las misiones de la Universidad en el siglo XXI. 2002.
- El libro del estudiante universitario. 2002.
- El Aula Inteligente. Nuevas perspectivas. 2003.
- El libro del profesor universitario. 2003.
- El renacimiento educativo. 2004.
- La huella de un viajero. 2009.